# Philephedra crescentiae
Philephedra crescentiae är en insektsart som först beskrevs av Cockerell 1898.  Philephedra crescentiae ingår i släktet Philephedra och familjen skålsköldlöss. Inga underarter finns listade i Catalogue of Life.